# Josep Maria Vallterra i Febrer
Josep Maria Vallterra i Febrer   (Càlig, 25 de febrer de 1799 - València, 5 de març de 1878) fou un hisendat i polític valencià, fill de Joaquim Vallterra Agulló i Francesca Antònia Febrer Mesia. Tenia propietats importants a Benassal, la Torre d'en Besora, Càlig i Santa Magdalena de Polpís, així com a la comarca de Xàtiva, el 1834 va ser Capità de Granaders de la Milícia Urbana de València i va participar en la revolta de 1835. El 1836 fou escollit diputat de la Diputació de València i el 1837 alcalde segon de València sota el lideratge de Francisco Carbonell Magí. Fou elegit diputat a les Corts espanyoles per Castelló de la Plana el 1838-1839 i per València el 1844-1850. Això li va permetre augmentar considerablement el seu patrimoni. Apartat durant la regència de Baldomero Espartero, dirigirà el Partit Moderat a València i el seu amic i ministre de governació Manuel Bertrán de Lis y Ribes el va nomenar senador vitalici el 1852. El 1848 fou membre de la Junta d'Agricultura de la província de València. El seu suport als sectors més reaccionaris del Partit Moderat van provocar el seu ostracisme durant la vicalvarada (1854). Tanmateix el retorn dels moderats el 1856 el va portar a ser alcalde de València amb suport dels sectors neocatòlics i el 1857 es va traslladar a Madrid quan fou nomenat novament senador vitalici. Quan el 1858 la major part del Partit Moderat, dirigit per Luis Mayans y Enríquez de Navarra i José Campo Pérez va donar suport Leopoldo O'Donnell, ell i Carbonell es van negar, de manera que es va apropar al sector neocatòlic d'Antoni Aparici i Guijarro. Després de la revolució de 1868 va perdre el seu escó al Senat.